# Luc Holtz
Luc Holtz (Ettelbruck, 14 giugno 1969) è un allenatore di calcio ed ex calciatore lussemburghese, di ruolo centrocampista, ct della Nazionale lussemburghese.

## Carriera

### Giocatore
Luc Holtz viene formato al Montceau Bourgogne, dove passa una stagione. Nel 1990 gioca per la prima volta nel campionato di calcio lussemburghese (Division Nationale) con i Red Boys Differdange.
Nel 1992 passa all'Avenir Beggen, club con il quale vincerà 2 campionati e due coppe del Lussemburgo nel 1993 e 1994. Nel 1993, inoltre, vinse il premio di calciatore lussemburghese dell'anno.
Nel 1999, gioca per il club della città in cui è nato, l'Etzella Ettelbruck con il quale vincerà un'altra coppa del Lussemburgo e passerà il resto della sua carriera calcistica.

#### Nazionale lussemburghese
Luc Holtz viene convocato in nazionale per la prima volta nell'ottobre del 1991, in una partita amichevole contro il Portogallo, che finirà con un pareggio (1-1).
Segna il suo unico gol in Nazionale durante una partita contro Malta che era valida per le qualificazioni ad EURO '96. Il suo gol regala alla nazionale lussemburghese una splendida vittoria.
La sua carriera in nazionale finisce nel 2002, l'ultima partita che giocherà sarà contro la Romania, che finirà con una vittoria della nazionale romena.
Complessivamente ha disputato 54 partite in Nazionale nelle quali ha segnato un unico gol.

### Allenatore
Luc Holtz inizia la sua carriera da allenatore nel 1999, a soli 30 anni, quando tornò all'Etzella Ettelbruck. Ha guidato il club per 9 stagione nelle veci di allenatore-giocatore. Successivamente è diventato allenatore dalla nazionale lussemburghese under-21.
Nel giugno del 2010, periodo di grandi turbolenze nella FLF, Guy Hellers (ex star dello Standard Liegi) si dimette (per discordanze con il presidente della federcalcio Paul Philipp, accusato non voler far crescere nel modo giusto il calcio lussemburghese) tre giorni prima dall'inizio dei gironi di qualificazione di EURO 2012 contro la Bosnia ed Erzegovina.
Viene incaricato il giorno successivo Luc Holtz che accetta volentieri questo incarico, ma che deve riorganizzare un'intera nazionale in pochi giorni.
Il 14 novembre 2010, a Algeri, i leoni rossi pareggiano contro l'Algeria (0-0).
Il 9 febbraio 2011, a Lussemburgo città, la Fussballnationalequipe di Luc Holtz si impone 2 a 1 grazie ad una doppietta di Daniel da Mota.
Il 7 settembre 2012, durante le qualificazioni alla Mondiale 2014, il Lussemburgo riesce a segnare il primo gol contro il Portogallo di Cristiano Ronaldo, tuttavia i portoghesi si riprendono e segnano due reti (la prima su fallo non fischiato ai lussemburghesi).
Quattro giorni dopo, il Lussemburgo di Luc Holtz strappa il pareggio all'86' minuto a Belfast contro l'Irlanda del Nord.

## Statistiche
Statistiche aggiornate al 18 novembre 2024.

### Statistiche da allenatore

#### Nazionale
| Squadra          | Naz                    | dal            | al             | Record | Record | Record | Record     | Record | Record | Record | Record |
| G                | V                      | N              | P              | GF     | GS     | DR     | % Vittorie |        |        |        |        |
| ---------------- | ---------------------- | -------------- | -------------- | ------ | ------ | ------ | ---------- | ------ | ------ | ------ | ------ |
| Lussemburgo U-21 | Lussemburgo (bandiera) | 1º luglio 2008 | 18 agosto 2010 | 10     | 1      | 1      | 8          | 2      | 23     | −21    | 10,00  |
| Lussemburgo      | Lussemburgo (bandiera) | 3 agosto 2010  | in corso       | 140    | 32     | 28     | 80         | 118    | 265    | −147   | 22,86  |
| Totale           | Totale                 | Totale         | Totale         | 150    | 33     | 29     | 88         | 120    | 288    | −168   | 22,00  |

## Palmarès

### Club
- Division Nationale: 2

Avenir Beggen: 1992-1993, 1993-1994
- Coupe de Luxembourg: 3

Avenir Beggen: 1992-1993, 1993-1994
Etzella Ettelbruck: 2000-2001

### Individuale
- Calciatore lussemburghese dell'anno: 1

1993